# Georgië en de Europese Unie
Georgië en de Europese Unie hebben sinds 1992 bilaterale relaties. Deze begonnen na het uiteenvallen van de Sovjet-Unie en de erkenning van de onafhankelijkheid van Georgië. De relaties zijn sindsdien stapsgewijs uitgebreid en hebben geleid tot onder andere een associatie- en vrijhandelsverdrag en visumvrij reizen met de Schengen zone. Georgië werkt tevens samen met de EU agentschappen Europol en Eurojust. In 2023 werd Georgië officieel kandidaat-lid van de EU.

## Samenwerking

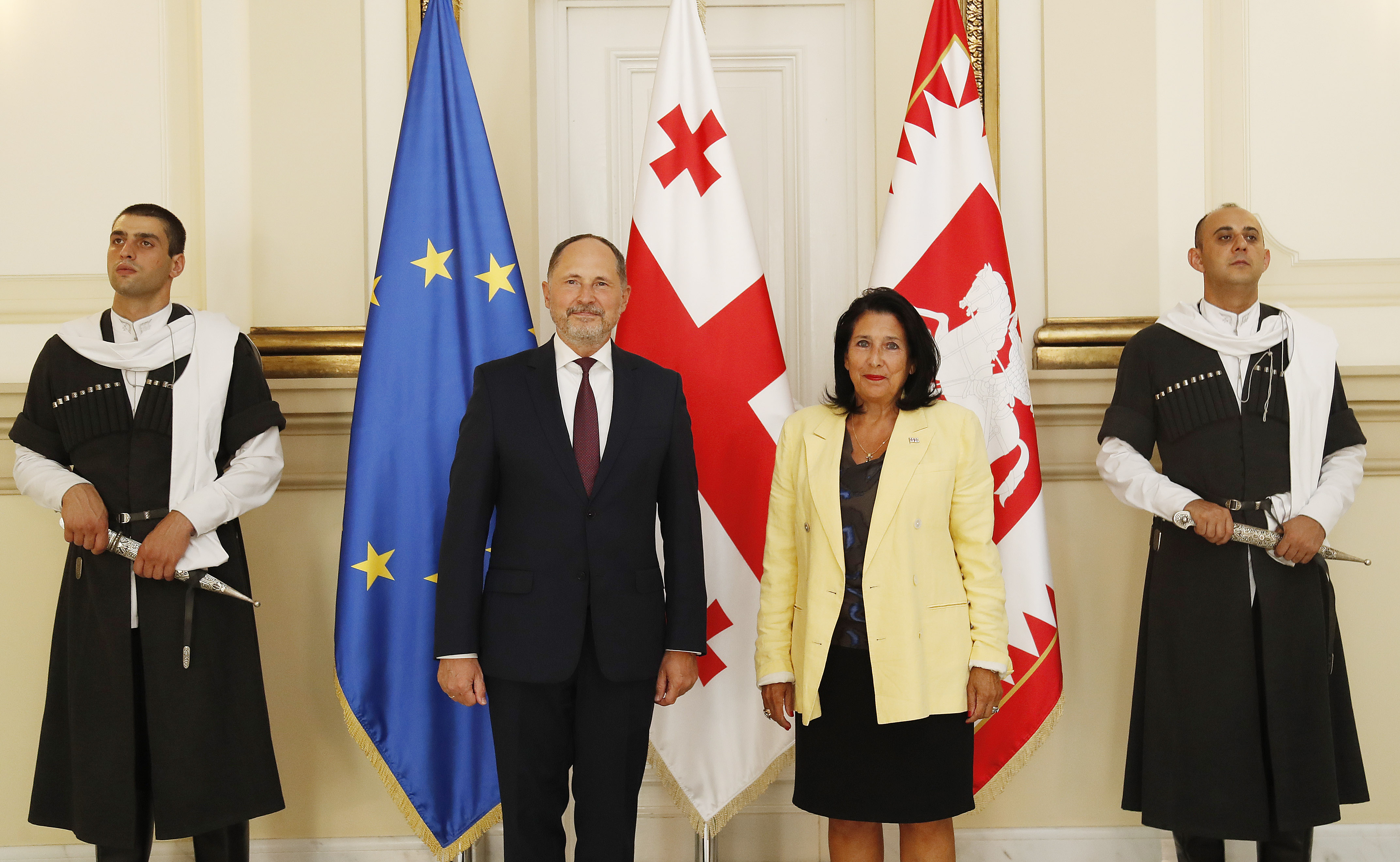
EU ambassadeur Paweł Herczyński en de Georgische president Salome Zoerabisjvili (sept. 2022)

De Europese Unie en Georgië werken op meerdere terreinen samen aan verschillende doelstellingen. Deze staan onder meer in het meerjarenprogramma voor de termijn 2017-2020, dat gebaseerd is op de prioriteiten van het Oostelijk Partnerschap, namelijk een sterkere economie, bestuur, connectiviteit, en samenleving. In mei 2022 werd een nieuwe meerjarenagenda overeengekomen ten aanzien van de implementatie van het Associatieverdrag voor de periode 2021 tot 2027.

## Tijdlijn tot aanvraag EU-lidmaatschap
De internationale betrekkingen tussen de Europese Unie en Georgië zijn tot stand gekomen nadat Georgië zijn soevereiniteit terugkreeg door het uiteenvallen van de Sovjet-Unie. Op 23 maart 1992 erkende de EU de onafhankelijkheid van Georgië, als laatste van de voormalige Sovjet-Unie vanwege de instabiele situatie van het land.
In januari 1992 had nog een staatsgreep plaatsgevonden die president Zviad Gamsachoerdia verjoeg, het parlement buitenspel zette en een militair gezag installeerde. In maart 1992 ging de gerespecteerde voormalige Sovjet-buitenlandminister Edoeard Sjevardnadze het land leiden. Toen in oktober 1992 een nieuw parlement was gekozen werden op 21 december 1992 de diplomatieke banden met de Europese Unie geformaliseerd.

### Partnerschaps- en samenwerkingsovereenkomst
Op 6 mei 1992 begonnen vicevoorzitter van de Europese Commissie Frans Andriessen en de Georgische buitenlandminister Aleksandre Tsjikvaidze met gesprekken over de toekomstige relatie in het licht van de bestaande handels- en samenwerkingsovereenkomst uit 1989 tussen de EU en de Sovjet-Unie. In juni 1992 werden de eerste verkennende gesprekken gevoerd over een partnerschaps- en samenwerkingsovereenkomst (PSO) en op 22 april 1996 werd het verdrag in Luxemburg getekend in het bijzijn van de Georgische president Sjevardnadze.
Deze overeenkomst, die op 1 juli 1999 in werking trad, was gericht op bevordering van de democratie en economische ontwikkeling. Het PSO hanteerde geen middellange en lange termijn doelstellingen, zoals criteria voor toetreding tot de EU, maar voorzag in een continu proces van aanpassing aan en harmonisatie met EU-normen. Het verdrag werd na tien jaar automatisch verlengd, maar kwam in 2016 te vervallen met de ratificatie van het nieuwe associatie- en vrijhandelsverdrag.

### Europees Nabuurschapsbeleid
Onder het voorzitterschap van Denemarken wenste de Europese Raad op 12-13 december 2002 in Kopenhagen de betrekkingen met Oekraïne, Moldavië, Wit-Rusland en de zuidelijke mediterrane landen te verbeteren om via een langetermijnbenadering democratische- en economische hervormingen, duurzame ontwikkeling en handel te bevorderen. Het was de aanzet tot het Europees Nabuurschapsbeleid waar uiteindelijk ook de voormalige Sovjetlanden in de Zuidelijke Kaukasus, en dus Georgië, onder zouden vallen.
Ondertussen hielp de EU Georgië met economische hervormingen via het programma voor technische bijstand aan de landen van het Gemenebest van Onafhankelijke Staten (GOS), het samenwerkingsverband van voormalige Sovjet-landen. Op 7 juli 2003 stelde de EU een speciale vertegenwoordiger voor de Zuidelijke Kaukasus aan, waarmee het belang van de regio voor Brussel werd onderstreept. Door de grote uitbreiding van de Europese Unie naar het oosten in 2004 kwam Kaukasus dichter bij de EU buitengrenzen te liggen. Door de Rozenrevolutie van november 2003 kwam er een duidelijker westers geprofileerde regering in Georgië onder leiding van president Micheil Saakasjvili. Hij streefde ambitieuze politieke en economische hervormingen na en stelde EU-lidmaatschap tot belangrijk doel van het land. De samenwerking tussen Georgië en de Europese Unie intensiveerde en de Georgische regering introduceerde in februari 2004 een minister van Europese integratie.

### Oostelijk Partnerschap

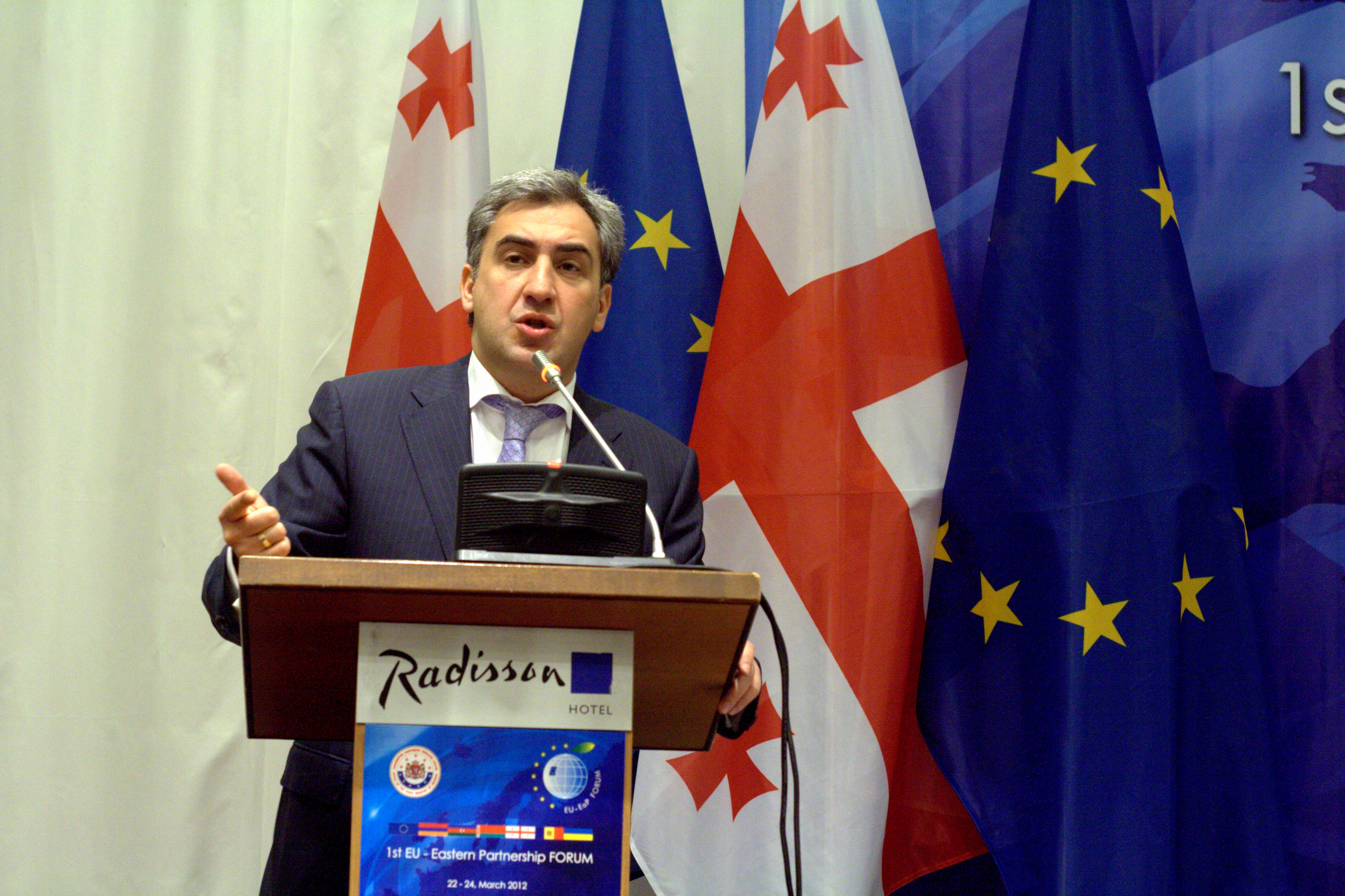
Georgische premier Nika Gilaoeri op een Oostelijk Partnerschap forum in Tbilisi

Naar aanleiding van de omwenteling in Georgië besloot de EU op 14 juni 2004 om het Europees nabuurschapsbeleid uit te breiden met Armenië, Azerbeidzjan en Georgië. De Rozenrevolutie fungeerde hiermee als belangrijke katalysator voor verandering in de regio en droeg bij aan de opname van de Zuidelijke Kaukasus in het Europees nabuurschapsbeleid. In 2006 werd vervolgens het actieplan voor het Europees nabuurschapsbeleid van Georgië officieel goedgekeurd door beide partijen. Hierin werden strategische doelstellingen voor de samenwerking vastgelegd.
De EU besloot het Europees Nabuurschapsbeleid een geografische focus te geven en het initieerde daartoe vanaf juli 2008 voor de zuidflank de Unie voor het Middellandse Zeegebied en vanaf 1 mei 2009 het Oostelijk Partnerschap voor de oostflank. Via dit samenwerkingsplatform werden de deelnemende landen facultatief klaargestoomd voor een associatie- en vrijhandelsverdrag en visumliberalisatie.

### Associatieverdrag

Georgië, Moldavië en Oekraïne tekenden tegelijkertijd op 27 juni 2014 het EU-associatieverdrag.

Georgië kreeg binnen het Oostelijk Partnerschap perspectief op verdere EU-integratie, zoals het associatie- en vrijhandelsverdrag en visumvrij reizen, een erkenning van de grote stap voorwaarts die het land had gemaakt sinds de Rozenrevolutie. De onderhandelingen over het associatieverdrag begonnen op 15 juli 2010 met een formele plechtigheid in de Georgische stad Batoemi waar EU buitenlandcommissaris Catherine Ashton ontvangen werd door president Saakasjvili. De onderhandelingen verliepen voorspoedig en in mei 2011 waren 15 van de 27 hoofdstukken afgerond.
Voor de EU was een ordentelijk verloop van de parlementsverkiezingen in 2012 en presidentsverkiezingen in 2013 een voorwaarde voor een succesvolle afronding van het associatieverdrag. De Verenigde Nationale Beweging van Saakasjvili verloor de verkiezingen in oktober 2012 van oppositiecoalitie Georgische Droom en er volgde een vreedzame machtsoverdracht, wat voor het eerst was in Georgië. Nadat ook de presidentsverkiezing een jaar later de internationale goedkeuring kreeg, werd in december 2013 op de EU Oostelijk Partnerschap-top in de Litouwse hoofdstad Vilnius het associatie- en vrijhandelsverdrag geïnitieerd, met als doel het in september 2014 definitief te ondertekenen.
Het Europees Parlement herhaalde in een resolutie in april 2014 dat associatieverdragen met landen van het Oostelijk Partnerschap niet het einddoel vormen van hun betrekkingen met de EU, en dat in overeenstemming met artikel 49 van het EU-Verdrag "Georgië, Moldavië en Oekraïne, net als elke andere Europese staat, een Europees perspectief hebben en een aanvraag kunnen indienen om lid te worden van de Unie". De Russische annexatie van de Krim en de daaropvolgende oorlog in Oost-Oekraïne betekende dat de EU besloot de ondertekening van het associatieverdrag met Oekraïne, Moldavië en Georgië op 27 juni 2014 tegelijkertijd te doen. Het verdrag werd op 1 juli 2016 volledig actief.

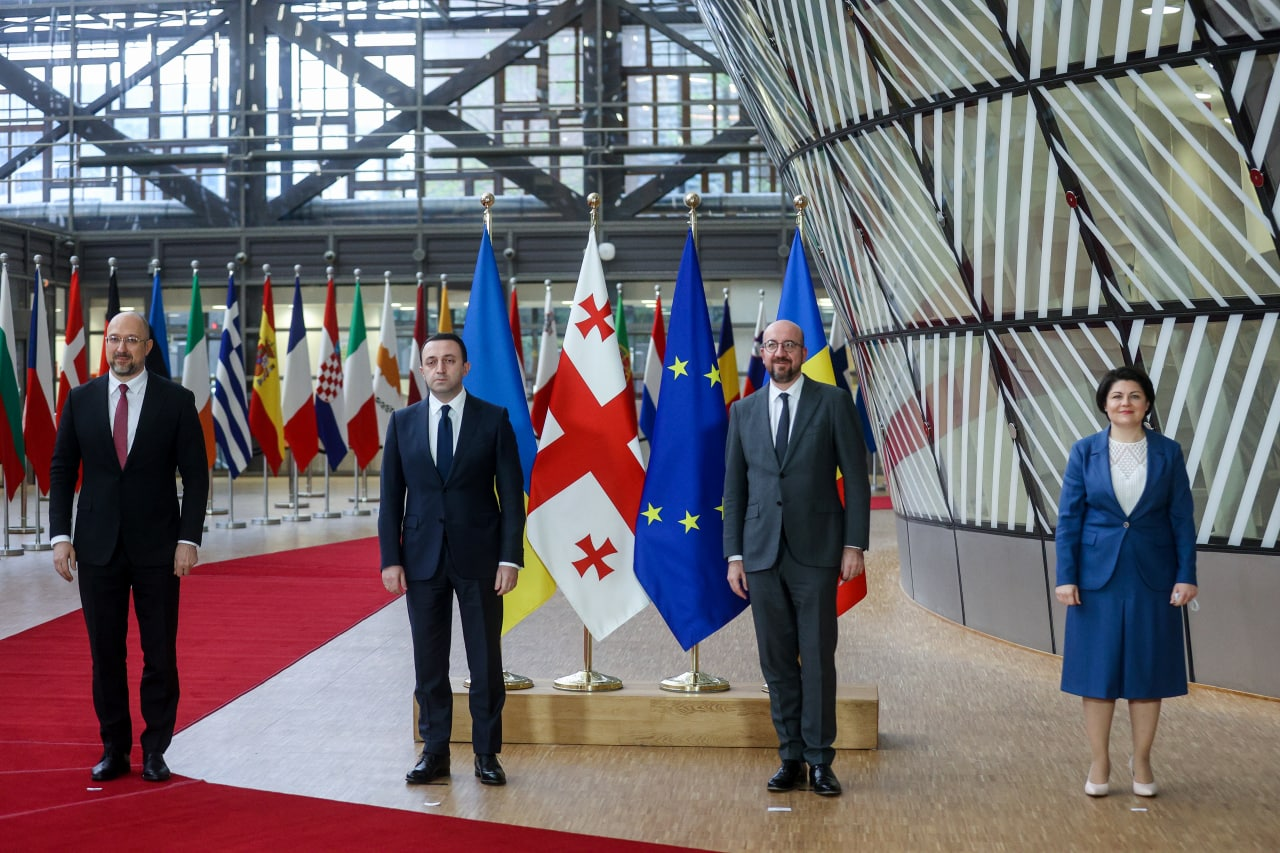
Georgië, Moldavië en Oekraïne trokken regelmatig samen op als het "Geassocieerde Trio"

De drie geassocieerde landen trokken sindsdien regelmatig gezamenlijk op als het "Geassocieerde Trio". Tijdens de Oostelijk Partnerschap-top in Brussel op 15 december 2021 probeerde het trio een lidmaatschapsperspectief te krijgen, maar kreeg nul op het rekest.

### Visumvrij reizen
Op 4 juni 2012 begon de EU met het proces voor visumliberalisering met Georgië, waarna in februari 2013 het visumliberalisatie actieplan (VLAP) gepresenteerd werd. Het actieplan voorzag in het visumvrij reizen naar het Europese Schengengebied voor Georgiërs met een biometrisch paspoort voor een verblijfsduur van 90 dagen per periode van 180 dagen. In oktober 2016 kreeg Georgië het groene licht voor visumvrij reizen, maar werd het nog opgehouden doordat de EU nog een herzien "opschort mechanisme" met betrekking tot de visumvrije regimes wilde introduceren. Op 28 maart 2017 ging voor Georgië het visumvrij reizen met de Europese Schengenzone in.

## EU kandidatuur

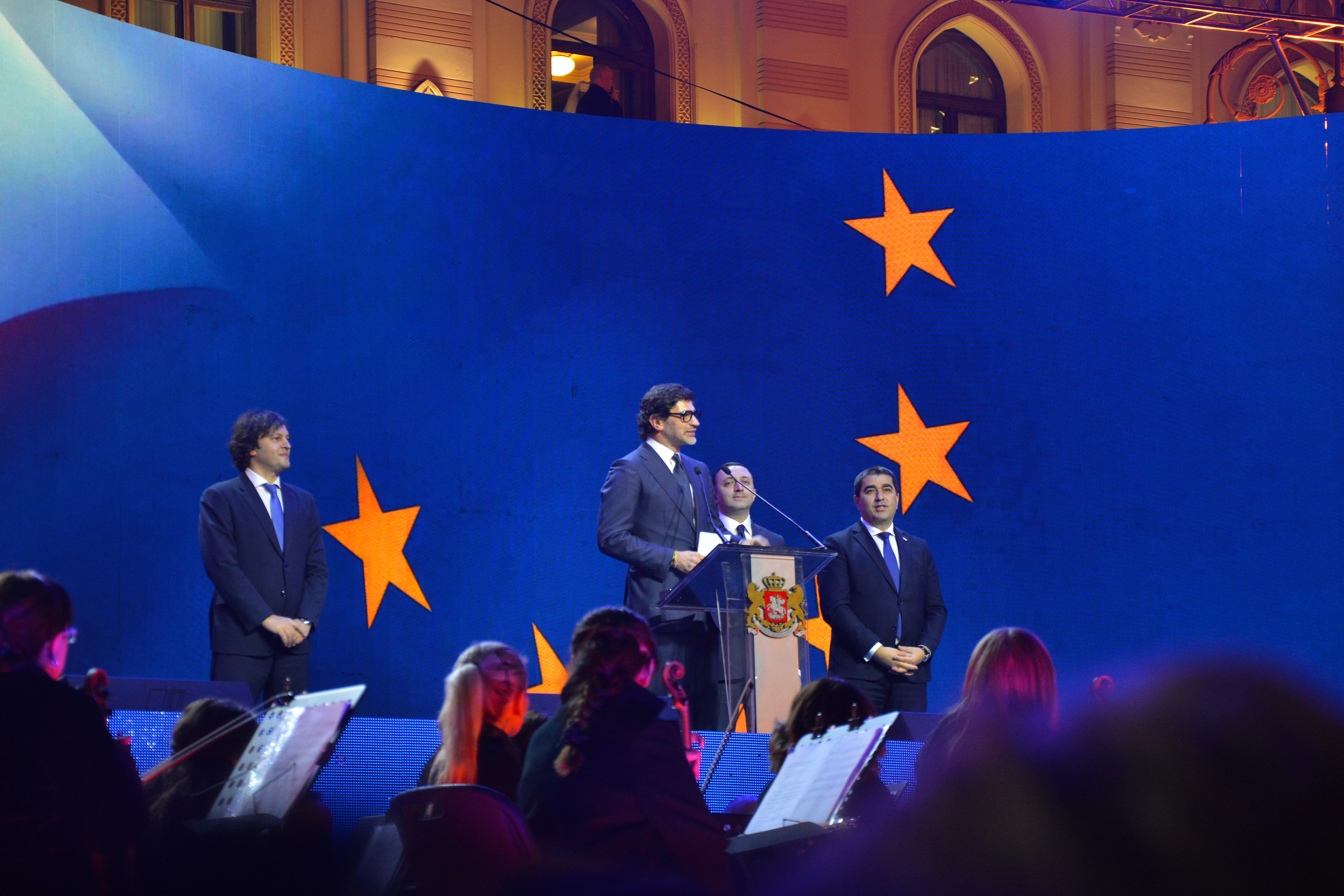
De EU-kandidaatsstatus werd gevierd op het Vrijheidsplein in Tbilisi.

Na de parlementsverkiezingen van 2020 presenteerde de Georgische Droom-regering haar kabinetsplan "Bouwen naar een Europese staat", waarin het de aanvraag in 2024 voor het EU-lidmaatschap als centrale doelstelling hanteerde in lijn met de verkiezingsbelofte. Het ging met die ambitie in 2021 het gesprek aan met Brussel, te midden van een politieke crisis over het verloop van de verkiezingen. De Europese Unie bemiddelde hierin.
Op 3 maart 2022 diende Georgië – na Oekraïne en onder publieke druk – een verzoek in om lid te mogen worden van de Europese Unie. In mei van dat jaar overhandigde de Georgische regering de antwoorden op de vragenlijst van de Europese Commissie. Op 17 juni 2022 gaf de Europese Commissie aan dat het tegen een kandidaat-status voor Georgië adviseerde, in tegenstelling tot Oekraïne en Moldavië. De commissie gaf aan dat Georgië eerst een twaalftal punten diende uit te voeren voordat het alsnog de kandidaat-status kon verkrijgen. De Europese Raad van regeringsleiders stemde hiermee in tijdens de Raad van 24 en 25 juni.
Het oordeel werd geweten aan de ondiplomatieke en polariserende retoriek van de Georgische Droom-regering jegens de EU sinds 2020, de weinig meewerkende houding om belangrijke hervormingen zoals afgesproken in het associatieverdrag uit te voeren, de invloed van oligarch Ivanisjvili op de regering en de overheidsinstanties, alsmede algemene democratische achteruitgang. De informele invloed van Ivanisjvili op het land leidde tevens tot de oproep tot sancties tegen hem.
Georgië werd verzocht de rechtsstatelijke en juridische hervormingen door te voeren die al langer een punt van aandacht waren in relatie tot het EU-associatieverdrag. Daarnaast kreeg het de opdracht de politieke polarisatie te adresseren, de onafhankelijkheid van de anticorruptie-autoriteit te versterken, media en persvrijheid te garanderen, (seksuele) minderheden te beschermen en maatregelen te nemen tot 'de-oligarchisatie' door het "elimineren van de buitensporige invloed van gevestigde belangen in het economische, politieke en openbare leven". Met dat laatste beoogde de EU de invloed te beteugelen van oligarch Bidzina Ivanisjvili, oprichter en geldschieter van de regerende Georgische Droom. De EU gaf Georgië tot oktober 2023 de tijd om de twaalf punten uit te voeren.
In het najaar van 2023 waren drie van de twaalf punten uitgevoerd. De Europese Raad besloot op 14 december 2023 om de kandidaat-status te verstrekken, in lijn met de aanbeveling van de Europese Commissie een maand eerder. het merendeel van de openstaande punten werd als voorwaarde gesteld voor het openen van de toetredingsgesprekken. Het nieuws werd gevierd in hoofdstad Tbilisi.

### Opschorting toetredingstraject

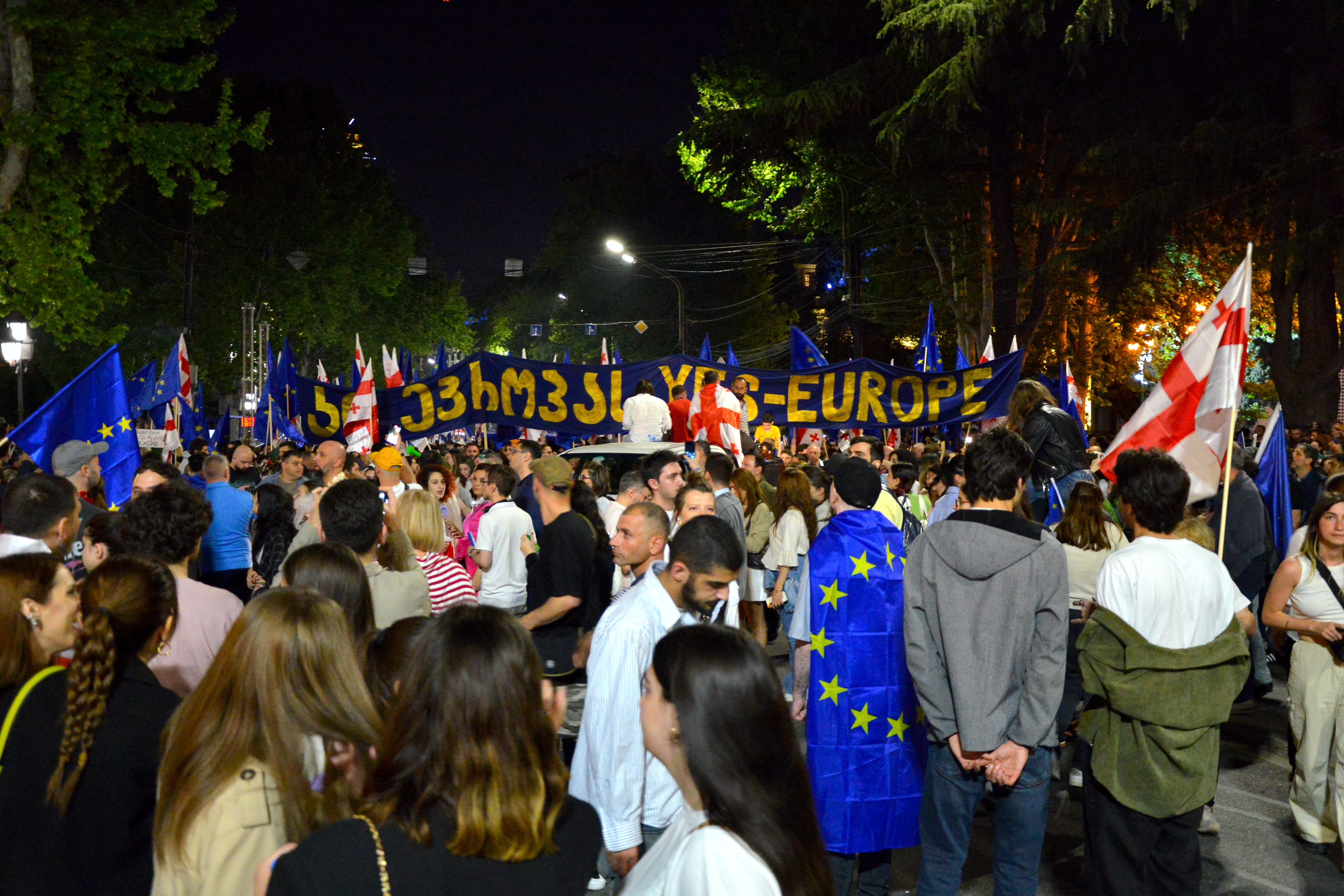
In het voorjaar van 2024 werd er wekenlang gedemonstreerd tegen de "buitenlandse agent" en voor EU-lidmaatschap.

In het voorjaar van 2024 werd onder groot protest de "Wet op de transparantie van buitenlandse invloed" aangenomen, waarmee het mogelijk zou worden om ngo's, het maatschappelijk middenveld en onafhankelijke media tot "buitenlandse agent" te bestempelen als hun financiering voor meer dan 20% uit het buitenland afkomstig is.  De wet is vergelijkbaar met een wet in Rusland en kreeg de bijnaam "Russische wet". Een jaar eerder had Georgische Droom al een poging gedaan om de wet in te voeren, maar trok deze onder groot protest alsnog in. EU en de VS spraken zich uit tegen het wetsvoorstel, omdat het de democratie en persvrijheid in Georgië zou verstikken.
De EU stelde dat de wet de voortgang naar EU-lidmaatschap in gevaar zou brengen. Ook de Commissie van Venetië van de Raad van Europa was kritisch. Zij stelde in een adviesdocument dat de "fundamentele tekortkomingen van de wet aanzienlijke negatieve gevolgen zullen hebben voor de vrijheid van vereniging en meningsuiting, het recht op privacy, het recht om deel te nemen aan publieke aangelegenheden en het verbod op discriminatie". De commissie stelde ook dat de wet onverenigbaar is met een aantal artikelen uit het Internationaal verdrag inzake burgerrechten en politieke rechten en het Europees Verdrag voor de Rechten van de Mens. Naar aanleiding van deze wet en een aantal andere ontwikkelingen legde de EU in de zomer van 2024 het Georgische toetredingstraject stil. Ook bevroor de EU 30 miljoen euro aan assistentie voor het Georgische ministerie van Defensie.
Na de betwiste parlementsverkiezing op 26 oktober 2024 stelde premier Irakli Kobachidze dat de Georgische regering het EU-toetredingstraject tot het einde van 2028 zou opschorten en alle EU-steungelden zou weigeren. De uitspraak volgde kort op een stemming in het Europees Parlement waarin de Georgische verkiezingsresultaten in een resolutie af werden gewezen als frauduleus en er opgeroepen werd tot nieuwe verkiezingen en sancties tegen leiders van Georgische Droom. Volgens de premier, die verbaal achter de doelstelling bleef staan om Georgië in 2030 lid te maken van de EU, maakten Europese leiders zich schuldig aan ongeoorloofde inmenging, grootschalige belediging van de Georgische waardigheid, maakte hij bezwaar tegen het inzetten van chantage door de EU en stelde hij dat het Europees lidmaatschap van Georgië een "tweerichtingsstraat" is.

## Steun EU integratie
De Georgische bevolking steunt in grote meerderheid verdere EU integratie van het land. Verschillende periodieke bevolkingsonderzoeken over een lange periode hebben dit vastgesteld. Onderstaand diagram geeft het percentage weer dat positief antwoord geeft op de vraag "steunt u de toetreding van Georgië tot de EU?".
 National Democratic Institute
 International Republican Institute
Opmerking: Vanwege het beperkte aantal datapunten in deze grafiek is circa de helft van de beschikbare data sinds 2011 weergegeven.

## Europese Unie Monitoring Missie

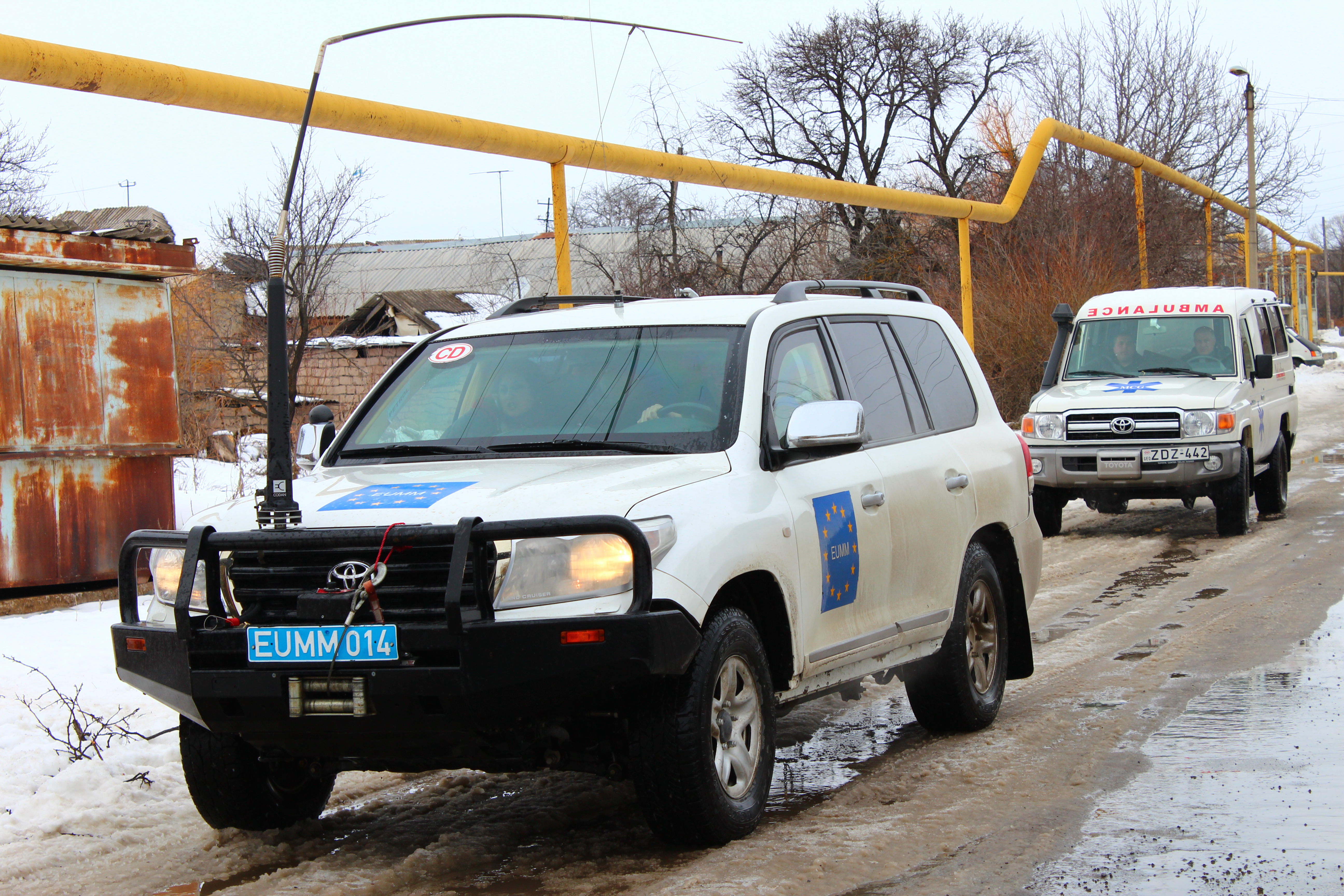
Sinds 2008 is de EU-waarnemingsmissie EUMM in Georgië actief

Na de Russisch-Georgische Oorlog in augustus 2008 over de regio's Zuid-Ossetië en Abchazië, besloot de EU tot een civiele Europese waarnemingsmissie (EUMM) met ruim 200 waarnemers, die op 1 oktober 2008 van start ging. De missie opereert vanuit drie veldkantoren en het hoofdkantoor in Tbilisi. Het is naast observatie langs de conflictlijn een belangrijke schakel in de communicatie tussen Georgië en de feitelijke autoriteiten van de afscheidingsregio's bij incidenten door een hot-line en frequentie overleggen.
Op een internationale donorconferentie in Brussel op 22 oktober 2008 deed de Europese Unie een donatie van €6 miljoen voor directe humanitaire hulp, en stelde het in totaal €500 miljoen beschikbaar voor wederopbouw over een periode van drie jaar.